# Big Pharma (videogioco)
Big Pharma è un videogioco di simulazione indipendente sviluppato da Twice Circled e pubblicato nel 2015 da Positech Games. Nel 2016 il videogioco ha ricevuto un'espansione dal titolo Marketing And Malpractice.

## Modalità di gioco
Manageriale in stile Theme Park, in Big Pharma bisogna gestire una casa farmaceutica, sviluppando e mettendo in commercio diversi medicinali. Le meccaniche di gioco ricordano quelle di Transport Tycoon.